# آندره ژرار
آندره ژرار (فرانسوی: André Gérard‎؛ زادهٔ ۳ ژوئیهٔ ۱۹۱۱ - درگذشتهٔ ۱۹۹۴) بازیکن فوتبال و مربی فوتبال اهل فرانسه بود.
از باشگاه‌هایی که در آن بازی کرده‌است می‌توان به بوردو اشاره کرد.